# Hudsonia

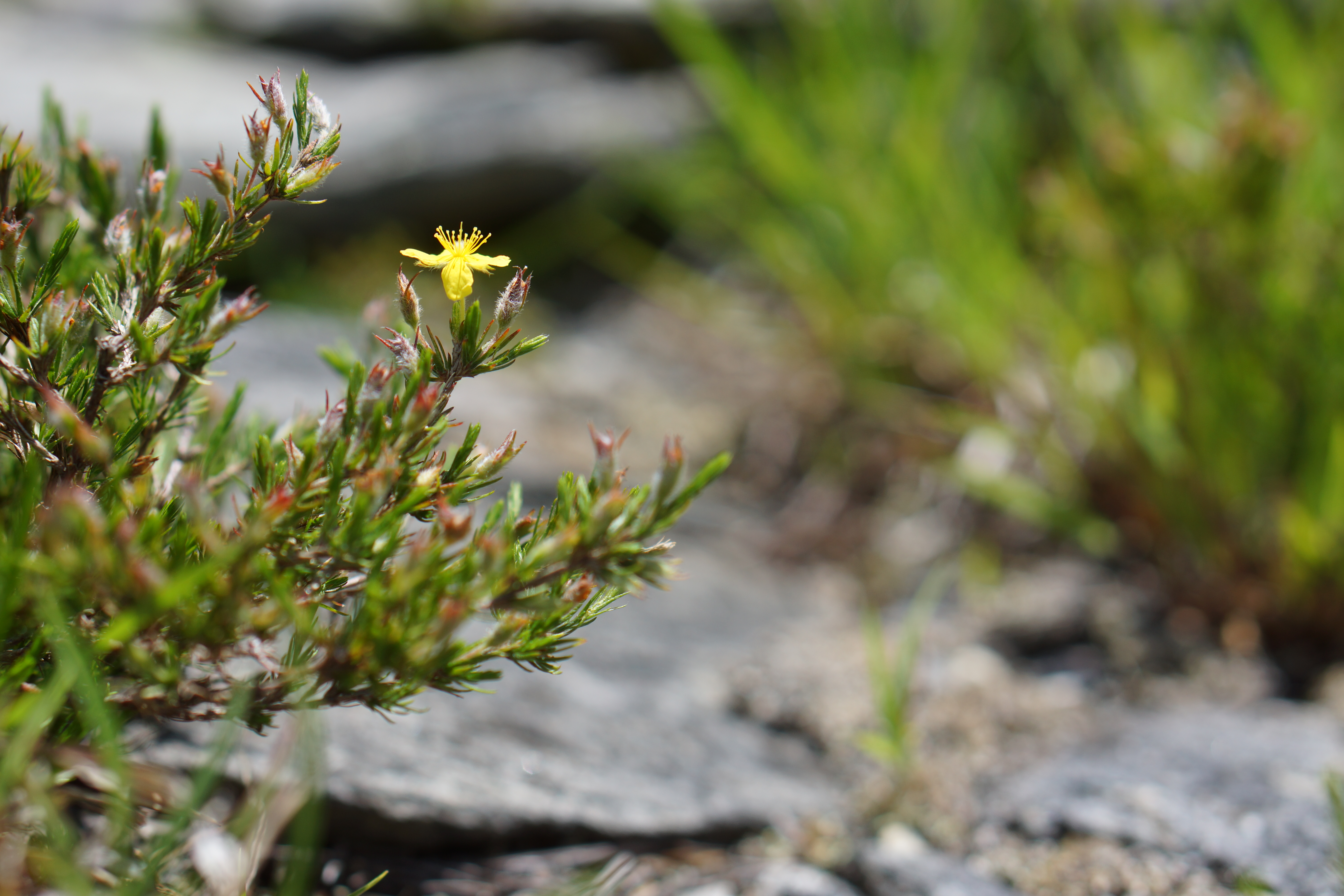
Hudsonia montana

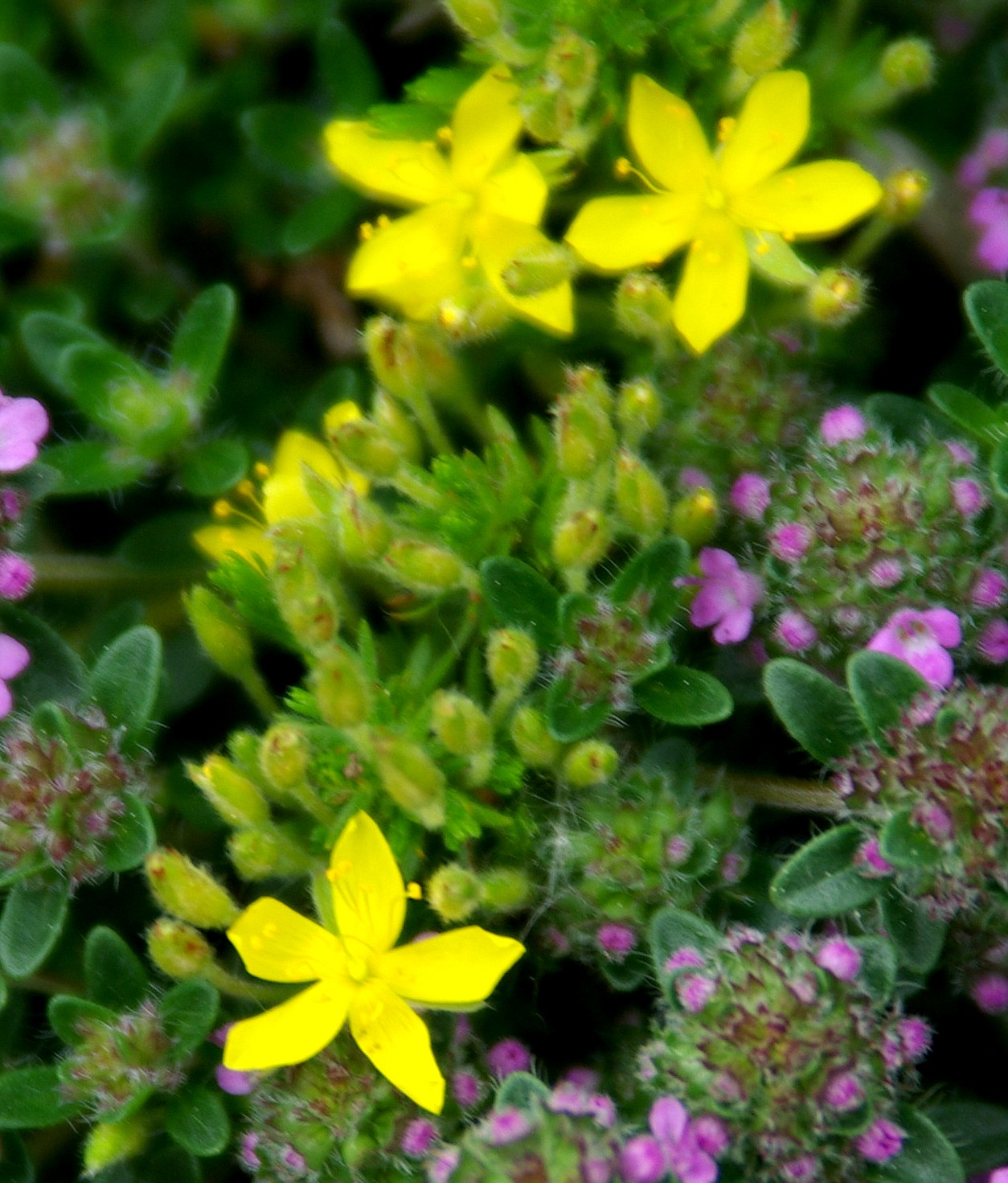
Hudsonia ericoides

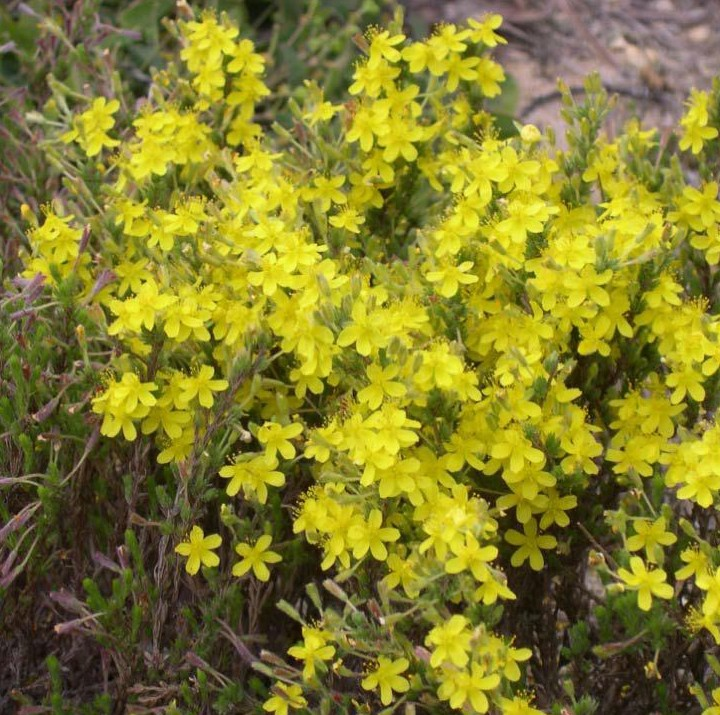
Hudsonia tomentosa

Hudsonia ist eine Pflanzengattung innerhalb der Familie der Zistrosengewächse (Cistaceae). Der Gattungsname ehrt den britischen Botaniker und Mykologen William Hudson.
Die etwa drei Arten gedeihen im ozeanischen und gemäßigten Klima der östlichen bis nordöstlichen USA und im mittleren bis östlichen und nördlichen Kanada. Dort wird in der englischen Sprache meist der Trivialname „Heather“ („Heide/Heidekraut“) verwendet. Die Bezeichnung „Heather“ wird aber auch auf andere Arten und Familien (bspw. Ericaceae) angewendet und ist somit nicht eindeutig.

## Beschreibung

### Vegetative Merkmale
Hudsonia-Arten wachsen als immergrüne Zwergsträucher und erreichen Wuchshöhen von bis 30 Zentimetern. Die Rinde der Äste ist behaart.
Die wechselständig, dicht und dachziegelartig angeordneten Laubblätter sind sitzend. Die meist behaarten Blattspreiten sind sehr schmal, pfriemlich bis nadelförmig. Die Nervatur ist einnervig. Es sind keine Nebenblätter vorhanden.

### Generative Merkmale
Die Blütezeit reicht von Mai bis August. Die sitzenden bis kurz gestielten Blüten erscheinen einzeln und endständig an Kurztrieben.
Die zwittrigen Blüten sind bei einem Durchmesser von 5 bis 10 Millimetern radiärsymmetrisch und fünfzählig mit doppelter Blütenhülle (Perianth). Die fünf außen behaarten Kelchblätter sind ungleich, die zwei äußeren sind viel kleiner, die größeren drei inneren sind manchmal zweispitzig oder gerundet bis spitz oder zugespitzt. Sie sind zuerst ausladend und richten sich dann zur Fruchtreife auf. Die fünf ausladenden Kronblätter sind meistens gelb. Es sind viele (bis 30) kurze Staubblätter vorhanden. Drei Fruchtblätter sind zu einem behaarten bis kahlen, einkammerigen, oberständigen Fruchtknoten verwachsen. Der kurze Griffel endet in einer dreizähnigen Narbe.
An der Frucht ist ein beständiger Kelch vorhanden. Die relativ kleinen, einkammerigen, behaarten bis kahlen, eiförmigen bis länglichen Kapselfrüchte öffnen sich dreiklappig und enthalten einen bis mehrere Samen.

## Standorte
Ihre Habitate sind unter anderem Dünen und die sogenannten Pine Barrens, teilweise sandige Küsten bzw. Ufer, nährstoffarme, aride, sandige Böden mit bevorzugt Kiefernvegetation, sowie Aufschlüsse mit quarzhaltigen Sanden. Hudsonia-Arten werden als Schutzpflanzung gegen die Erosion von Sanddünen geschätzt.

## Systematik
Die Gattung Hudsonia wurde von Carl von Linné 1767 in der 12. Auflage der Systema Naturae und in dem als Anhang entstanden Werk Mantissa Plantarum aufgestellt.
Die Gattung Hudsonia L. gehört zur Familie der Zistrosengewächse (Cistaceae). Die Gattung Hudsonia wurde früher als Sektion der Gattung Helianthemum angesehen. Die Autoren Beatriz Guzmán und Pablo Vargas gehen in ihren Forschungsergebnisse von 2009 von fünf Hauptsträngen der Cistaceaee aus und darin gehört die Gattung Hudsonia in die sogenannte Helianthemum-Klade, die wiederum in zwei Schwestergruppen unterteilt wird: Die der altweltlichen Helianthemum-Gruppe und die Gruppe der neuweltlichen Gattungen Crocanthemum und Hudsonia.
Neuere Untersuchungen mit Hilfe aufwändiger Techniken der Bayesschen Stochastik durch Aparicio et al. 2017 kamen zu sehr interessanten und neuen Ergebnissen in der Systematik der Zistrosengewächse, welche den Ergebnissen von Guzmán und Vargas von 2009 mit den beschriebenen fünf Hauptsträngen widersprechen. Die Helianthemum-Hauptklade mit Helianthemum, Crocanthemum und Hudsonia ist nicht mehr aufrecht erhaltbar, da es eine weitere frühe Aufspaltung in die altweltliche Helianthemum-Hauptklade gab. Weitere Aufspaltungen sind eine altweltliche Hauptklade mit Cistus, Halimium (nicht monophyletisch !) und Tuberaria und eine neuweltliche Hauptklade mit Crocanthemum und Hudsonia. Da bspw. Crocanthemum chihuahense und Hudsonia tomentosa den gleichen Stamm wie Crocanthemum scoparium haben ist Crocanthemum nach diesen Ergebnissen keine monophyletische Gattung mehr.

## Arten und Verbreitung
Bei der Einteilung in eigenständige Arten unterscheidet man:
- Hudsonia ericoides L., die englischen Bezeichnungen sind Pinebarren goldenheather, False Heather oder Golden-Heather[5], Field-Pine, Poverty Grass, American Heath oder Heath-like Hudsonia[6], blüht von Mai bis Juni
- Hudsonia montana Nutt., die englische Bezeichnung ist Mountain Golden Heather. Sie kommt nur in North Carolina vor.[7]
- Hudsonia tomentosa Nutt., die englischen Bezeichnungen sind Beach Heath, Beach Heather, Woolly Beach-Heather, Woolly Hudsonia, False Heather, Sand False Heather[8], Poverty-Grass[9], Bear-Grass, Dog´s Dinner, Poverty Plant, Ground-cedar oder Ground-moss[6].  Vorkommen: Südosten der Vereinigten Staaten (West Virginia, Virginia, North Carolina, Maryland, Delaware, New Jersey). Blütezeit: Mai–August.[1][10], blüht von Mai bis Juni

Hybridarten:
- Hudsonia x intermedia (Peck) Erskine (Syn.: Hudsonia tomentosa var. intermedia)  bzw. Hudsonia x specabilis Morse (= Hudsonia ericoides x Hudsonia  tomentosa)[11]

1972 wurden die Arten, als Unterarten von Hudsonia ericoides L. klassifiziert:
- Hudsonia ericoides subsp. ericoides  L.
- Hudsonia ericoides subsp. montana (Nutt.) Nickerson & J.T.Skog (Syn.: Hudsonia montana Nutt.)
- Hudsonia ericoides subsp. tomentosa (Nutt.) Nickerson & J.T.Skog (Syn.: Hudsonia tomentosa Nutt. var. tomentosa)
- Hudsonia ericoides subsp. intermedia (Peck.) Nickerson & J.T.Skog (Syn.: Hudsonia tomentosa Nutt. var. intermedia Peck, Hudsonia ericoides subsp. andersonii Nickerson & J.T.Skog)